# Lux Frágil
Lux Frágil é uma discoteca localizada em Lisboa, Portugal, inaugurada a 29 de Setembro de 1998 na Avenida Infante Dom Henrique. O projeto nasceu como expansão do Frágil, bar com pista de dança de Manuel Reis no Bairro Alto. Todos os anos recebe centenas de DJs nacionais e internacionais, apoiados pelos residentes Rui Vargas, Dexter, Zé Pedro Moura, Switchdance, HNRQ, NVNO, Tiago, Varela, Yen Sung e Twofold.  

## História

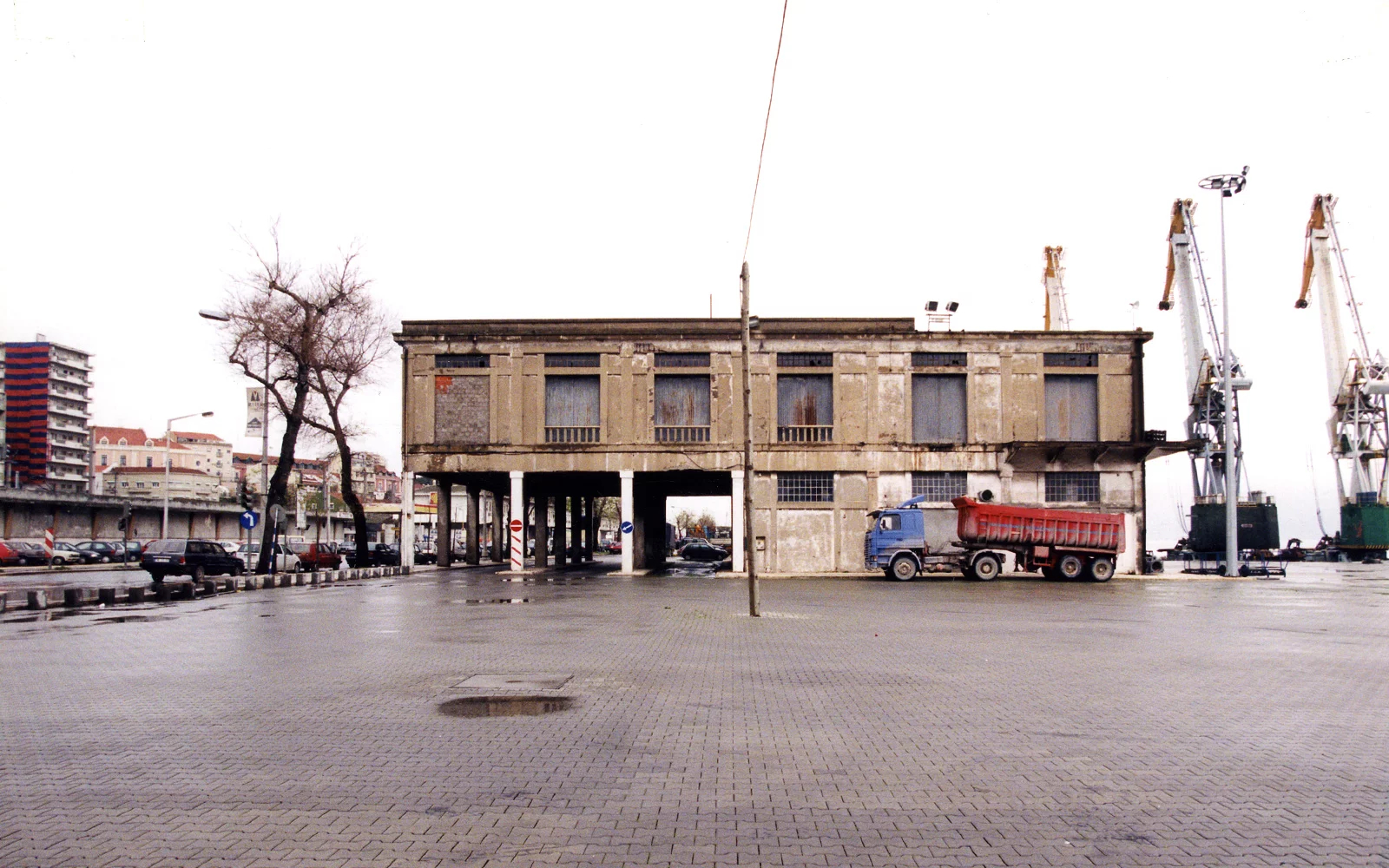
Edíficio do Lux Frágil antes de ser ocupado pela discoteca.

Antes de haver Lux, existia o Frágil, discoteca de Manuel Reis na Rua da Atalaia no Bairro Alto, onde já tocava o DJ residente Zé Pedro Moura. O reservado espaço noturno teve as portas abertas desde 1982 até 2012 e foi frequentado por figuras públicas como António Variações, Sérgio Godinho, Jorge Palma e João Botelho.
Em 1992 o Frágil sai pela primeira vez do Bairro Alto, para celebrar o seu 10º aniversário na Fábrica da Tabaqueira, reformando o espaço abandonado para uma festa com milhares de pessoas, onde tocaram os residentes Zé Pedro Moura, Yen Sung (ex-membro dos Da Weasel) e Rui Vargas. 
Após a experiência de sucesso em Marvila, o rio abriu-se para receber a vida noturna. O Lux Frágil foi inaugurado em Setembro de 1998 no Cais da Pedra, num edifício de betão que data de 1910 e que pertenceu a uma empresa de estiva. Ao longo dos anos foi recebendo editoras e artistas internacionais como Dixon, Tale of Us, Adriatique, The Martinez Brothers, Ben Klock e Freddy K.  